# Piotr Marczewski
Piotr Marczewski (ur. 13 sierpnia 1938 w Łodzi, zm. 19 września 2022) – polski kompozytor, pianista, dyrygent.
Był absolwentem PWSM w Łodzi w klasie fortepianu, oraz teorii, dyrygentury i kompozycji. Był jednym z twórców Studenckiego Teatru Satyry „Pstrąg”. Autor muzyki do piosenek, muzyki teatralnej, telewizyjnej i filmowej. Był konsultantem muzycznym, dyrygentem oraz wykonywał opracowania muzyczne wielu filmów.
W 1979 roku otrzymał zespołowo Nagrodę Przewodniczącego Komitetu ds. Radia i Telewizji za muzykę do filmu Ślad na ziemi. Pochowany został na Starym Cmentarzu przy ul. Ogrodowej w Łodzi.

## Wybrana filmografia
- 1968: Archiwa polskie, kompozytor ścieżki dźwiękowej
- 1969: Rzeczpospolita babska, kompozytor ścieżki dźwiękowej
- 1970: Wakacje z duchami, kompozytor ścieżki dźwiękowej
- 1970: Twarz anioła, kompozytor ścieżki dźwiękowej
- 1972: Gruby, kompozytor ścieżki dźwiękowej
- 1972–1974: Dziwny świat kota Filemona, kompozytor ścieżki dźwiękowej (odcinki: 2, 4–13)
- 1975: Siedem stron świata, kompozytor ścieżki dźwiękowej
- 1976: Trędowata, kompozytor ścieżki dźwiękowej (tango i shimmy)
- 1976: Daleko od szosy, kompozytor ścieżki dźwiękowej
- 1976: Zaklęty dwór, kompozytor ścieżki dźwiękowej oraz wykonanie muzyki (fortepian)
- 1977–1981: Przygody kota Filemona, kompozytor ścieżki dźwiękowej
- 1979: Ślad na ziemi, kompozytor ścieżki dźwiękowej
- 1980: Kariera Nikodema Dyzmy, kompozytor ścieżki dźwiękowej
- 1981: Znachor, kompozytor ścieżki dźwiękowej
- 1982–1986: Blisko, coraz bliżej, kompozytor ścieżki dźwiękowej
- 1987: Wielki Wóz, kompozytor ścieżki dźwiękowej
- 1987: Między ustami a brzegiem pucharu, kompozytor ścieżki dźwiękowej
- 1990: Tajemnica puszczy, kompozytor ścieżki dźwiękowej oraz wykonanie muzyki

Źródło: Filmpolski.pl.

## Upamiętnienie
W 2025 w Alei Gwiazd w Łodzi odsłonięto tablicę pamiątkową kompozytora